# Ichthyophis larutensis
La cecilia de las colinas de Larut (Ichthyophis larutensis) es un anfibio gimnofión de la familia Ichthyophiidae.
Habita en lugares de una altitud de 500 a 1.000 m s. n. m. Se le puede encontrar en la zona de la estación de montaña de Bukit Larut, llamada antes Maxwell's Hill y situada a 10 km de Taiping, en el estado de Perak (Malasia Peninsular). Se le encuentra también en el distrito de Sukhirin, situado en el sur de la provincia de Narathiwat (Tailandia).